# Kurt Adams
Kurt Adams (* 15. Dezember 1889 in Hamburg; † 7. Oktober 1944 im KZ Buchenwald) war ein deutscher Politiker der Sozialdemokratischen Partei Deutschlands (SPD) und Opfer des Nationalsozialismus.

## Leben und Politik (bis 1933)
Adams wurde als Sohn eines Hamburger Kaufmanns geboren. Er besuchte die Realschule „Vor dem Lübeckertor“ und absolvierte die Oberrealschule „auf der Uhlenhorst“. Dort legte er auch seine Reifeprüfung ab. Im Anschluss studierte er Deutsch, Französisch und Geschichte an den Universitäten in Göttingen, Freiburg im Breisgau, Berlin und Greifswald. 1912 promovierte er zum Dr. phil. 1913 bekam er eine Anstellung im Hamburger Schuldienst. Er war Studienrat an der Albrecht-Thaer-Schule und überzeugter Reformpädagoge. Im Oktober 1928 übernahm er von Rudolf Ross die Leitung der Hamburger Volkshochschule. 
Adams trat während seines Studiums in die SPD ein. Er war Mitglied in der Hamburgischen Bürgerschaft von 1924 bis 1933. Neben seiner parlamentarischen Arbeit war er Vorsitzender der Arbeitsgemeinschaft sozialdemokratischer Lehrer und zudem einer der führenden Schulexperten innerhalb seiner Partei. Daneben war er Leiter der „Hamburger Kinderfreundebewegung“ und gehörte zwischenzeitlich auch der Reichsleitung der Kinderfreunde an.

## Politik und Nationalsozialismus
Nach der Machtergreifung der Nationalsozialisten drohte ihm 1933 die Gefahr, durch das „Gesetz zur Wiederherstellung des Berufsbeamtentums“ seine Anstellung im Schulbetrieb zu verlieren. Er erklärte auf Anraten der Parteiführung seinen Parteiaustritt, wurde aber trotzdem am 23. Juni 1933 entlassen. Der Aufforderung des NS-Gauleiters für Hamburg Karl Kaufmann, seine politische Überzeugung zu widerrufen, befolgte er nicht. Als Leiter der Hamburger Volkshochschule folgte ihm Heinrich Haselmayer nach.
Nach der Entlassung aus dem Staatsdienst war er für einige Zeit Annoncenwerber für eine Kinozeitschrift und Betreiber eines Kaffeeversandgeschäfts (an der Holzbrücke 2 beim Nikolaifleet). Durch den Betrieb in dem Kaffeegeschäft kam er mit Gleichgesinnten in Kontakt, und der Ort wurde zu einer Kontaktstelle von Mitgliedern des sozialdemokratischen und kommunistischen Widerstandes der Hansestadt. Er half anderen Verfolgten wie Hermann Hoefer oder Rudolf Klug unter anderem mit einer Anstellung in seinem Geschäft.

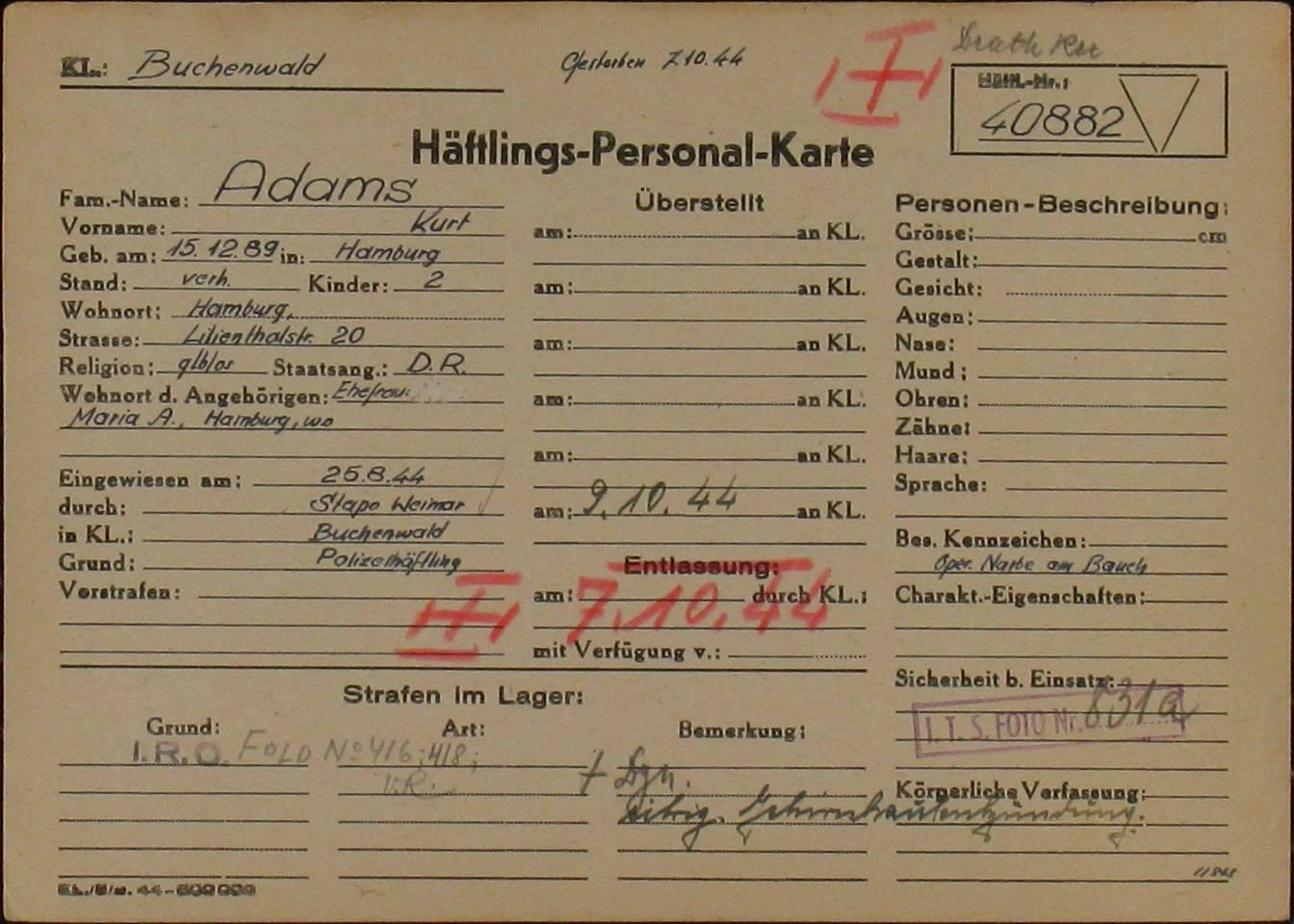
Registrierungskarte von Kurt Adams als Gefangener im nationalsozialistischen Konzentrationslager Buchenwald

Nach dem Attentat vom 20. Juli 1944 auf Adolf Hitler wurde auch Adams im Rahmen der nachfolgenden „Gewitteraktion“ der Nationalsozialisten am 24. August 1944 in Greiz (Kuraufenthalt) verhaftet. Am 28. August wurde er ins KZ Buchenwald gebracht. Er wurde während der unmenschlichen Haft schnell krank. Zwar konnte er dank der illegalen Lagerorganisation im Lagerkrankenhaus eine Lungenentzündung überleben, erholte sich aber nie vollends. Am 7. Oktober 1944 starb Adams an einer Hirnhautentzündung.

## Ehrungen

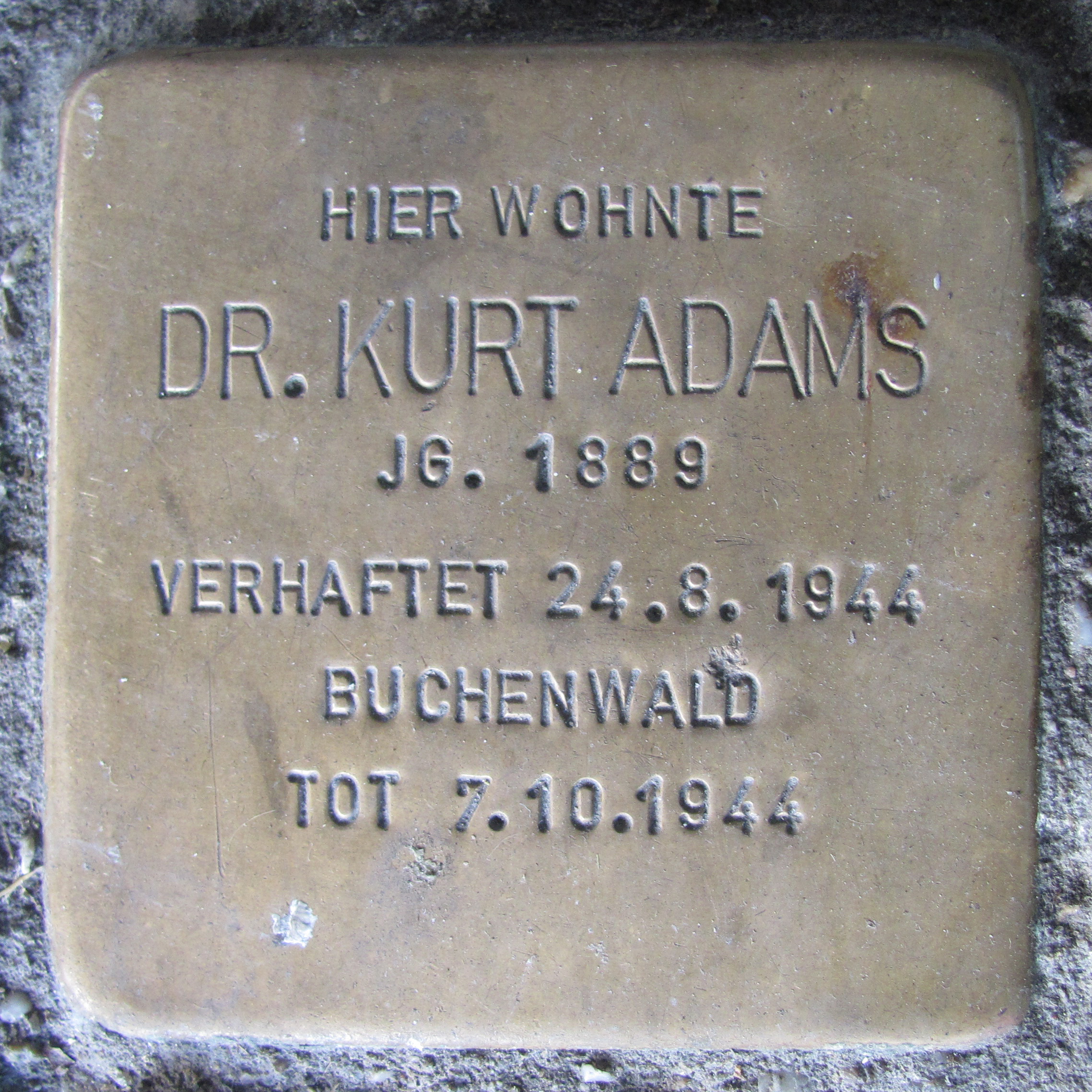
Stolperstein am Hamburger Flughafen

- Zu seinen Ehren wurde der Kurt-Adams-Platz in Hamburg-Lohbrügge nach ihm benannt.
- In der DDR wurde eine Briefmarke mit seinem Porträt herausgegeben.
- In Hamburg wurden am 8. Juni 2012 vor dem Rathaus Stolpersteine für die ermordeten Mitglieder der Hamburger Bürgerschaft verlegt, darunter auch für Kurt Adams.[1] Ein weiterer Stolperstein liegt am Eingang zum Terminal 2 des Hamburger Flughafens.

## Werke
- Kurt Adams: Otto Ludwigs Theorie des Dramas. Mit einem Anhang: Versuch einer kritischen Würdigung. Zugleich Dissertation an der Universität Greifswald, Greifswald 1912.
- Kurt Adams: Die Hamburger Volkshochschule im Urteil ihrer Hörer. Frankfurt am Main 1931.